# День Чёрного Солнца
«День Чёрного Солнца» (англ. The Day of Black Sun) — десятый и одиннадцатый эпизод третьего сезона американского мультсериала «Аватар: Легенда об Аанге».

## Сюжет

### Часть 1: Вторжение
Команда Аватара встречается с союзниками для вторжения. Тео вручает Аангу новый воздушный планер, который сделал для него с отцом. Надзиратель издевается над Айро, но приходит женщина Минг и приносит заключённому еду. Надзиратель уходит, а Минг даёт Айро жасминовый чай, который украла для него, потому что знает, что он любит его. Айро благодарит её за доброту. Хакода подбадривает сына перед выступлением перед публикой, и Сокка идёт рассказывать план вторжения. Однако он нервничает, и у него не получается нормально всё разъяснить. Тогда Хакода сам повествует о плане действий. Они прорвутся к нации Огня до затмения, чтобы добраться до дворца Лорда Огня, а уже затем воспользоваться тем, что луна закроет солнце, и Аватар сразит Озая. Все готовятся к битве, и Аанг сбривает свои волосы, а Зуко снимает все свои принадлежности принца и садится писать записку. Сокка переживает из-за позора при выступлении, но Аанг поддерживает друга. Группа плывёт в страну Огня, но их путь преграждает огненная сетка. Когда маги огня штурмуют корабль врагов, команда уплывает на подводных лодках. Это была идея Сокки, которую реализовал отец Тео. Катара и болотные маги воды двигают подлодку с помощью океана. Однако в них не так много воздуха.
Минг приносит Айро двойную порцию риса, и он просит девушку покинуть тюрьму после обеда. Аанг собирается полететь к Лорду Огня и прощается с командой. Когда он говорит с Катарой, она гордится Аватаром. Боясь, что он может не вернуться, Аанг не позволяет Катаре что-либо ответить на это и целует девушку. Он улетает, а Катара погружается в подлодку. Зуко оставляет записку Мэй. Группа пробирается в страну Огня и начинает наступление. В ходе битвы Хью атакует врагов как болотный монстр. Сокка, Катара и Хакода уничтожают вражеские башни, но отец получает ранение. Зуко собирается исправить свои ошибки и покидает дом. Катара исцеляет Хакоду, а Сокка решает взять руководство над вторжением. Отец гордится им, а Катара считает брата безумцем, но также испытывает гордость. Аанг прилетает к вулкану во дворец Лорда Огня. Он удивляется, что на улицах пусто, и когда заходит во дворец, видит, что там никого нет. Сокка тем временем успешно командует армией. Аватар забегает в тронный зал и не обнаруживает Лорда Огня Озая, не понимая, где он.

### Часть 2: Затмение
Хакоде становится лучше благодаря исцеляющей магии воды Катары, но сражаться он не сможет. Аанг возвращается к друзьям и говорит, что Лорда Огня нет во дворце. Сокка полагает, что далеко уйти он не мог, и команда отправляется к горе. Тоф чувствует, что под землёй много тоннелей и бункер. Аватар, Сокка и Тоф отправляются внутрь и, миновав лаву, находят железную дверь. Тоф пробивает её, и они идут в бункер. Генерал приказывает магам огня отступать, ибо скоро затмение. В коридоре подземного убежища команда Аватара встречает стражника, который говорит им, где комната Лорда Огня. Они приходят туда, но встречают Азулу, а в настоящее укрытие Озая является Зуко. Затмение начинается, и группа вторжения надевает специальные очки. Сын рассказывает Лорду Огня, что это Азула убила Аватара в Ба-Синг-Се, но соврала отцу, что это сделал Зуко, ибо тот выжил. Озай гонит сына, но тот достаёт мечи и требует дослушать. Команда Аватара спрашивает у Азулы, где Лорд Огня, и Тоф говорит ей не врать, ибо чувствует ложь, но девушка умело себя ведёт при вранье, и Тоф не может определить её ложь. Она сковывает Азулу в каменные кандалы, но её освобождают агенты Дай Ли, которых дочь Озая прихватила с собой из Ба-Синг-Се. Группа вторжения арестовывает магов земли и добирается до дворца. Тем временем Зуко упрекает отца за жестокое отношение к нему, а также подмечает, что Племя Огня все заслуженно ненавидят и боятся из-за войны, считая, что стране нужно перейти к эпохе мира. Озай понимает, что это влияние Айро.
Команда Аватара гоняется за убегающей Азулой, но Сокка догадывается, что она лишь тянет время. Сначала она подколками провоцирует Тоф, чтобы они не ушли, но Сокка говорит ей не слушать пленницу, и тогда Азула заикнулась о том, что в заключении находится девушка Сокки — Суюки. Парень не сдерживается и бросается на неё. Зуко говорит отцу, что освободит дядю Айро из тюрьмы, после чего присоединится к Аватару, чтобы помочь ему остановить Озая. Отец предлагает покончить с этим здесь и сейчас, пока он слаб, но Зуко говорит, что это не его судьба, а Аанга, после чего он уходит. Озай задерживает сына, решая рассказать, что на самом деле случилось с мамой Зуко. Затмение скоро кончится. Лорд Огня повествует, что его отец Азулон в качестве наказания приказал ему убить Зуко, но Урса, узнав об этом, хотела защитить ребёнка. Сокка пытается выяснить, где заключена Суюки, но Азула молчит. Озай продолжает повествование: Урса хоть и была изгнана из страны, тем не менее она не убита. Луна открывает солнце, и за предательство Лорд Огня нападает на бывшего принца, выпуская молнию, но Зуко перенаправляет её в сторону отца и сбегает. Азула, получившая свои силы обратно, сбегает от команды Аватара. Друзья говорят Аангу, что нужно уходить, несмотря на то, что он все равно готов сразиться с Озаем. Маги огня вылетают на воздушных шарах, и группа вторжения собирается бежать. Аанг отправляется сбить несколько шаров, и Катара помогает ему, летя на Аппе. Однако тех слишком много. Зуко прибегает в тюрьму и видит пустую камеру дяди Айро. Перепуганный охранник говорит Зуко, что пленный в одиночку сбежал и одолел всех на своём пути. Воздушные шары одолевают врагов и летят уничтожить подлодки. Тогда Хакода говорит команде Аватара улетать вместе с младшими членами сражения, а взрослые сдадутся в плен, но перетерпят его. Родители прощаются с детьми, и последние улетают на Аппе. Азула не приказывает преследовать их, потому что они вернутся. Аанг направляет бизона к Западному храму воздуха. Зуко, укравший воздушный шар, летит следом.

## Отзывы

Динамика оценок IGN к эпизодам 3 сезона мультсериала

Макс Николсон из IGN поставил «Вторжению» оценку 8,5 из 10 и написал, что «первая часть „Дня Чёрного Солнца“ доставила отличные получасовые сцены вторжения, когда команда Аватара начала свою атаку на народ Огня». Он добавил, что «в этом эпизоде было не только множество вернувшихся союзников, но и отличные моменты с ними». Второй части, «Затмению», рецензент поставил оценку 8,8 из 10 и отметил, что серия «действительно преуспела, по крайней мере, с точки зрения команды Аватара, ацкентировав внимание на отношениях между Аангом, Соккой и Тоф, когда они отделились от остальной группы, чтобы выследить Лорда Огня». Критик посчитал, что «вторая часть была особенно примечательна ролью Зуко в затмении, а именно его противостоянием с Озаем», ведь «это был длинный и тернистый путь для него, но молодой принц наконец осознал своё истинное предназначение: присоединиться к Аватару и возвести эру мира для нации Огня». В конце Николсон написал, что «в целом, „Часть вторая“ стала твёрдым завершением двухсерийного „Дня Чёрного Солнца“ и привела в действие заключительные события мультсериала».
Хайден Чайлдс из The A.V. Club написал, что «спич Зуко — эмоциональная суть этих эпизодов», ведь «он подробно рассказывает, как Озай обидел его, устроив Агни Кай и изгнав из страны, что показывает, насколько далеко продвинулся принц с самого начала».
Screen Rant и CBR поставили первую часть на 10 место в топе лучших эпизодов 3 сезона мультсериала по версии IMDb, а вторую — на 5 позицию в том же списке.
Эпизоды собрали 3,77 миллиона зрителей у телеэкранов в США.